# Indoktrinering
Indoktrinering er  at pådutte nogen en bestemt holdning eller mening ved langvarig, intens eller systematisk påvirkning. og rangerer fra opdragelse, instruktion og politisk indflydelse til hjernevask. I modsætning til anden undervisning handler indoktrinering om at få den studerende til at omfavne en given doktrin uden at stille spørgsmålstegn ved det. Ligesom ordet propaganda (som oprindeligt betyder distribution, spredning, reklame), er indoktrinering i dag forbundet med negative konnotationer. Indoktrinering er normalt betegnet som en mere subtil, mindre indlysende form for indflydelse, mens propaganda hyppigere er forbundet med åbenlyse meddelelser.
Ordet blev særligt udbredt i Danmark i 1970'erne i forbindelse med en reform af den danske folkeskole, hvori indholdet af formålsbestemmelsen i Folkeskoleloven blev diskuteret. Navnlig omhandlede debatten, hvorvidt folkeskolen blot skulle være kundskabsformidlende eller også påtage sig opdragende opgaver.